# M-2.4 (Montenegro)
De M-2.4 of Magistralni Put 2.4 was een hoofdweg in Montenegro. De weg liep van de kruising met de M-2 bij Petrovac via de kuststeden Bar en Ulcinj naar de grens met Albanië. 
De M-2.4 was ongeveer 70 kilometer lang en over de gehele lengte onderdeel van de E851 tussen Petrovac en Pristina.

## Geschiedenis
In de tijd dat Montenegro bij Joegoslavië hoorde, was de weg onderdeel van de Joegoslavische hoofdweg M2.4. Na het uiteenvallen van Joegoslavië en de onafhankelijkheid van Montenegro, behield de weg haar nummer. In 2016 werden de wegen in Montenegro opnieuw ingedeeld, waarbij de gehele M-2.4 werd omgenummerd in M-1.